# Streptocephalus dichotomus
Streptocephalus dichotomus är en kräftdjursart som beskrevs av Baird 1860. Streptocephalus dichotomus ingår i släktet Streptocephalus och familjen Streptocephalidae. Inga underarter finns listade i Catalogue of Life.